# PEAR
PEAR е съкращение от PHP Extension and Application Repository – Хранилище за разширения и приложения на PHP, представлява фреймуърк и глобална система за разпространение на PHP компоненти за многократна употреба създадена от Стиг Баккен през 1999 година. PEAR има за цел да предостави структурирана библиотека от код, със система за дистрибуция и управление на пакетите. Всеки един пакет е независим проект притежаващ свои разработчици, система за контрол на версиите и документация.
PEAR пакетът се предоставя в gzip формат на tar файл. Всеки архив съдържа изходен код написан на PHP в обектно ориентиран стил.